# Ephrahim Mazarura
Ephraim Mazarura (ur. 24 listopada 1986) – zimbabwejski piłkarz grający na pozycji bramkarza.

## Kariera klubowa
Karierę piłkarską Mazarura rozpoczął w klubie Black Rhinos Harare. W jego barwach zadebiutował w 2003 roku w zimbabwejskiej Premier League. W tamtym roku dotarł z nim do ćwierćfinału Pucharu CAF. Od czasu debiutu jest podstawowym bramkarzem Black Rhinos.

## Kariera reprezentacyjna
W 2004 roku Mazarura został powołany do reprezentacji Zimbabwe na Puchar Narodów Afryki 2004. Tam był rezerwowym dla Energy'ego Murambadoro i Tapuwy Kapiniego i nie rozegrał żadnego spotkania.